# Cornelis van Poelenburgh

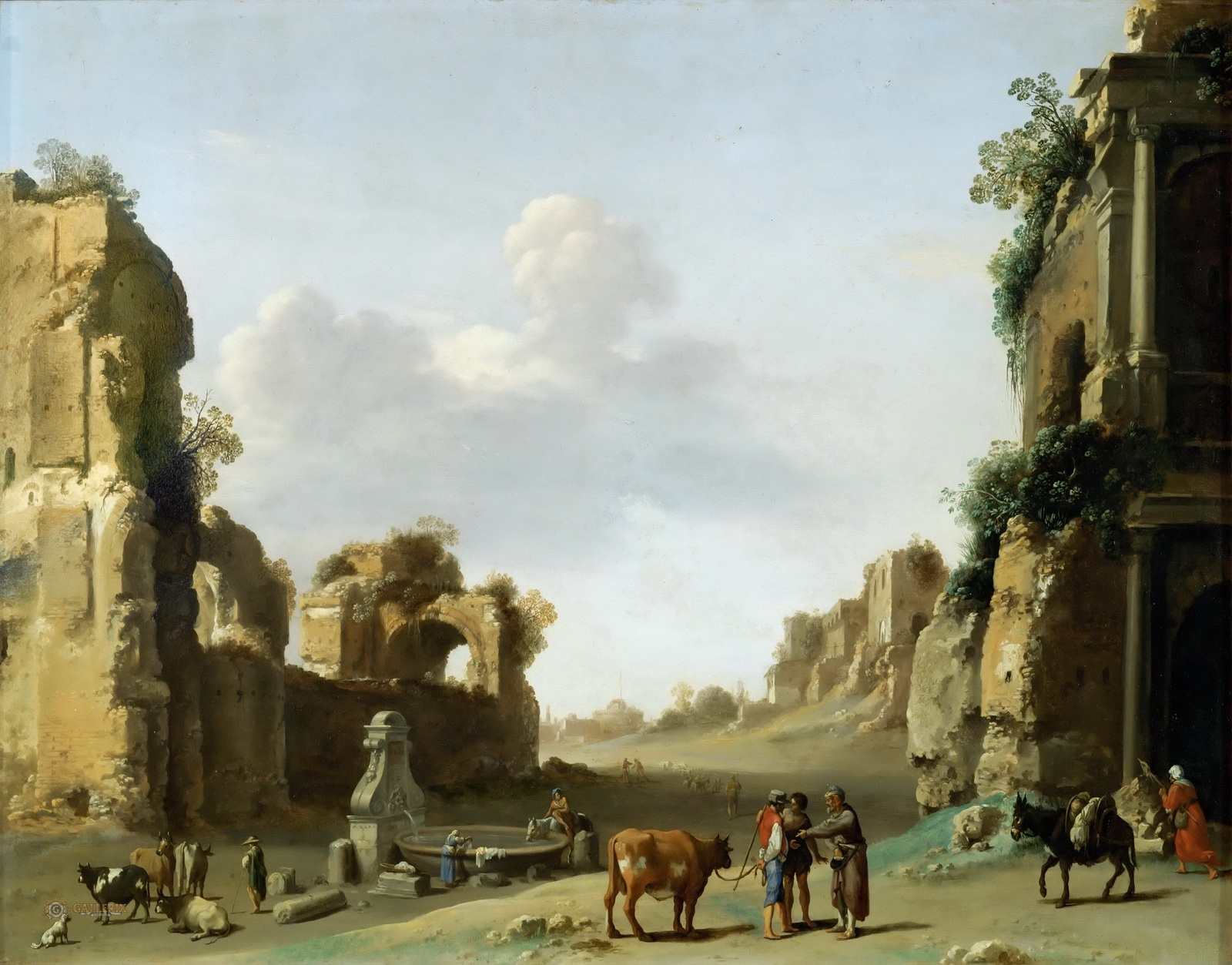
Widok na Campo Vaccino, 1620

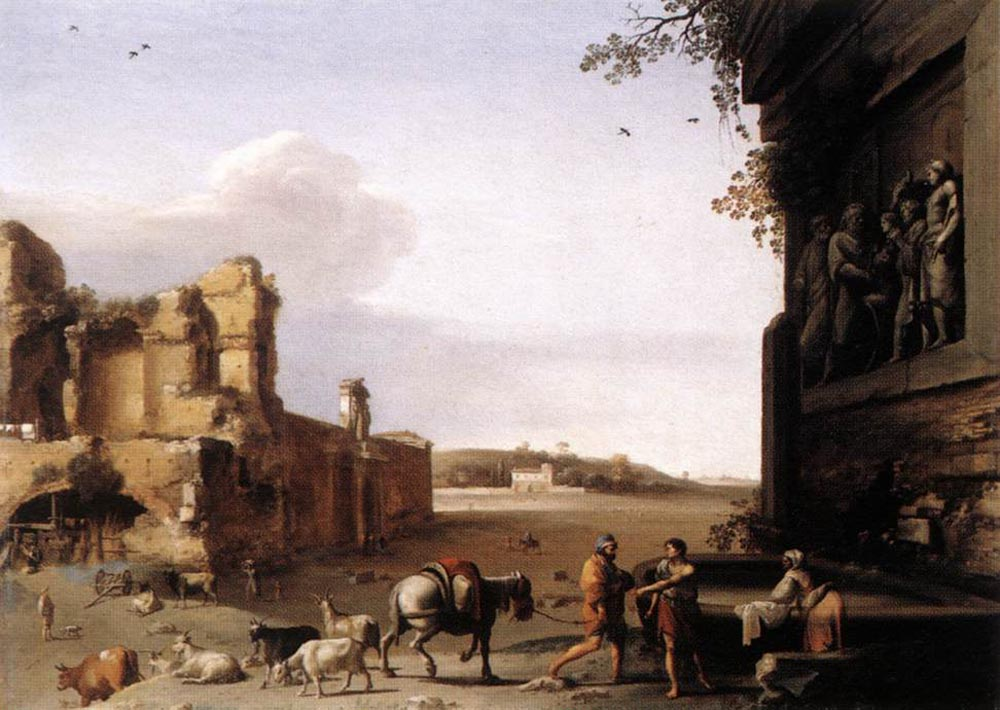
Ruiny starożytnego Rzymu, 1620

Cornelis van Poelenburgh (ur. 1594 w Utrechcie, zm. 12 sierpnia 1667 tamże) – holenderski malarz barokowy.
Był uczniem Abrahama Bloemaerta, w 1617 wyjechał do Włoch, gdzie został jednym z założycieli Bentvueghels. Było to stowarzyszenie malarzy pochodzenia niderlandzkiego, którzy działali w Rzymie i stworzyli tam kolonię artystyczną. W Italii Poelenburgh znalazł się pod wpływem twórczości Adama Elsheimera i Paula Brila, malował realistyczne pejzaże, które cieszyły się dużym powodzeniem. Artysta pracował m.in. na zlecenie Cosimo II de' Medici, wielkiego księcia Toskanii.
Około 1625 Van Poelenburgh powrócił do Utrechtu i otworzył warsztat malarski. Malował niewielkie, ale perfekcyjnie wykonane pejzaże, które tworzył na drewnianych panelach lub blasze miedzianej. Poruszał tematykę biblijną i mitologiczną, często przyjmował zlecenia wykonania teł krajobrazowych na obrazach innych autorów, np. Alexandra Keirincxa. W latach 1638–1641 przebywał w Londynie na zaproszenie króla Karola I.
Cornelis van Poelenburgh cieszył się znaczną popularnością u współczesnych, kilka jego obrazów kupił Peter Paul Rubens w czasie wizyty w Utrechcie. Był również uznanym nauczycielem rzemiosła malarskiego, wśród jego licznych uczniów byli m.in. Moses van Uyttenbroeck, Gerard Hoet, Daniel Vertangen, Dirck van der Lisse i Jan van Haensbergen.

## Wybrane prace
- Kąpiące się kobiety, Luwr,
- Nimfy i satyry, Amsterdam,
- Diana i Akteon, Prado,